# Štefan Kvietik
Štefan Kvietik (* 10. Mai 1934 in Dolné Plachtince; † 21. März 2025) war ein slowakischer Schauspieler, Theaterpädagoge und Politiker.

## Leben

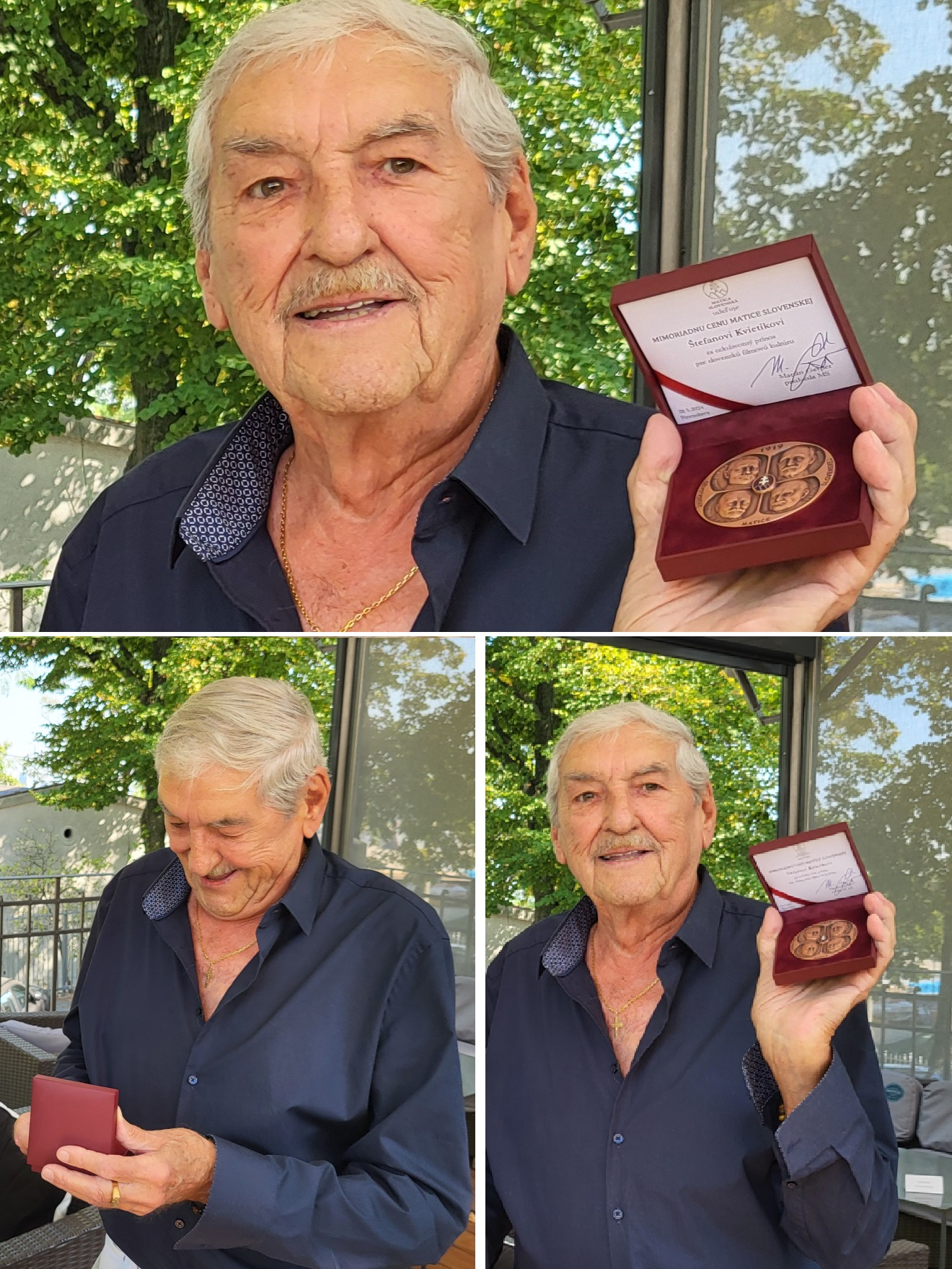
Štefan Kvietik mit dem Matica slovenská Award für seinen lebenslangen Beitrag zur slowakischen Filmkultur

Kvietik studierte bis 1957 an der Hochschule für Musische Künste Bratislava, trat dann zunächst am Theater in Martin auf. Von 1959 bis 1996 war er Mitglied des slowakischen Nationaltheaters in Bratislava. Von 1990 bis 1994 an gehörte er dem Nationalrat der Slowakei an.
Anlässlich seine 90. Geburtstags wurde ihm der Slovak Matica Special Award für seinen lebenslangen Beitrag zur slowakischen Filmkultur verliehen.

## Filmografie (Auswahl)
- 1962: Der Boxer und der Tod (Boxer a smrť)
- 1972: Červené víno
- 1974: Sokolovo
- 1982: Hinter der Scheune ist ein Drache (Za humny je drak)
- 1983: Die tausendjährige Biene (Tisícročná včela)